# Ursus C-330

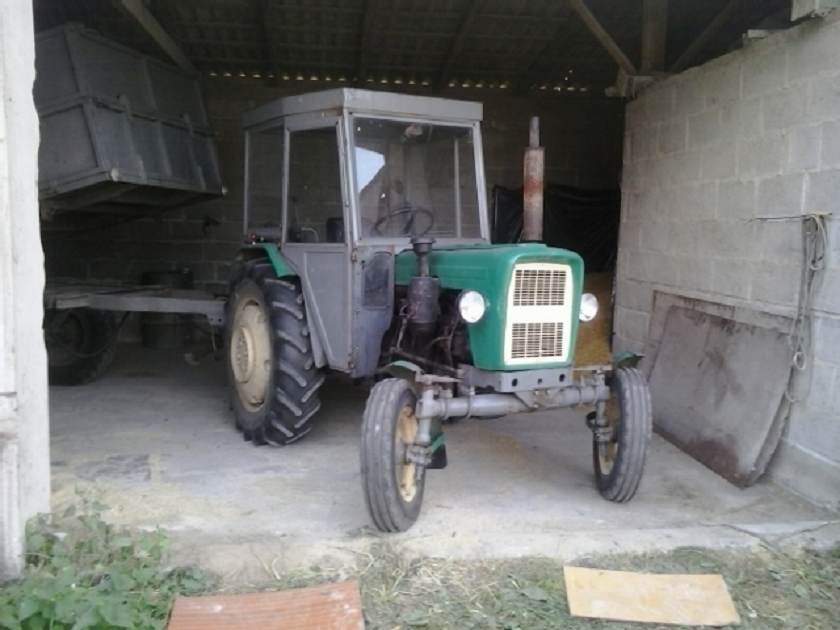
Ursus C-330

Ursus C-330 (potocznie nazywany trzydziestka lub ciapek) – lekki ciągnik rolniczy produkowany w latach 1967–1987 przez zakłady mechaniczne Ursus w Warszawie.

## Charakterystyka
Przeznaczenie
Ciągnik Ursus C330 jest przeznaczony głównie do wykonywania prac w rolnictwie. Może mieć również zastosowanie w transporcie gospodarczym. Ciągnik C330 jest przystosowany do współpracy z maszynami i narzędziami przyczepianymi i zawieszanymi oraz napędzanymi wałem odbioru mocy lub kołem pasowym.
Budowa i dane techniczne
Ursus C330 jest ciągnikiem czterokołowym o konstrukcji bezramowej, z napędem na tylną oś. Jest wyposażony w silnik S312c wysokoprężny, czterosuwowy, 2-cylindrowy, z bezpośrednim wtryskiem paliwa, o pojemności skokowej 1960 cm³, stopniu sprężania 17 i ciśnieniu wtrysku 13,2 MPa (135 kG/cm²). Jednostkowe zużycie paliwa wynosi 265 g/kWh (195 g/KMh). Silnik ma moc 22,3 kW (30,5 KM wg DIN) przy 2200 obr./min. Maksymalny moment obrotowy wynosi 99,96 Nm (10,2 kGm). Masa silnika suchego 320,5 kg. System smarowania pod ciśnieniem i rozbryzgiem. Silnik ma filtr oleju pełnego przepływu PP-8,4 i filtr powietrza mokry z cyklonem. Chłodzenie cieczą o wymuszonym obiegu, regulowane termostatem. Ciągnik jest wyposażony w dwustopniowe sprzęgło suche, tarczowe. Skrzynia przekładniowa zapewnia uzyskanie 6 biegów w przód i 2 wstecz. Zakres prędkości jazdy od 1,87 do 23,44 km/h. Liczba obrotów niezależnych wału odbioru mocy wynosi 550 obr./min (przy 2200 obr./min silnika). Liczba obrotów zależnych wału odbioru mocy napędzanego za pośrednictwem skrzyni przekładniowej wynosi od 69,6 do 870 obr./min (przy 2200 obr./min silnika). Mechanizm kierowniczy ciągnika – przekładnia zębata stożkowa. Ciągnik ma hamulce szczękowe sterowane mechanicznie. Ciągnik jest wyposażony w trzypunktowy układ zawieszenia z podnośnikiem hydraulicznym. Udźwig na końcach dźwigni dolnych trzypunktowego układu zawieszenia wynosi 6,9 kN/700 kG. Moc prądnicy wynosi 150 W przy napięciu 12 V, dwa akumulatory po 6V/165 Ah połączone szeregowo, rozrusznik o mocy 2,9 kW (4KM), rozruch w niskiej temperaturze ułatwiają podgrzewacze SM8/300 W.
Wymiary ogumienia kół przednich – 6.00-16, kół tylnych: 12,4/11-28, 9,5/9-32 lub 11,2/10-28. Rozstaw kół przednich: 1350 i 1650 mm, kół tylnych: 1250, 1350, 1400. 1500, 1600, 1700, 1750 i 1850 mm. Rozstaw osi 1955 lub 1905 mm, prześwit-400 lub 480 mm.
Wymiary ciągnika: długość 308 cm, szerokość 159 cm, wysokość 199 cm. Masa ciągnika w stanie suchym w wykonaniu standard 1495 kg, minimalna masa ciągnika gotowego do pracy 1675 kg, maksymalna masa ciągnika gotowego do pracy 1880 kg.
Wyposażenie ciągnika Ursus C330 dostarczane na specjalne żądanie: sprężarka z instalacją pneumatyczną do pompowania ogumienia, instalacja sterowania hamulców pneumatycznych przyczep, przewody wydechowe dolne, opony 6.00-16 (6PR) do ciągnika z ładowaczem czołowym, koła tylne do upraw międzyrzędowych z ogumieniem 9,5/9-32, koła tylne bliźniacze z ogumieniem 12,4/11-28 i 9,5/9-32, obciążniki kół tylnych (jeden, dwa lub trzy na jedno koło), kabina kierowcy, instalacja hydrauliki zewnętrznej z jednym, dwoma lub czterema wyjściami, dźwignie dolne (lewa i prawa) dla narzędzi wg DIN, dźwignia centralna dla narzędzi wg DIN, zaczep wahliwy, zaczep do przyczep jednoosiowych, przystawka pasowa, koła zębate umożliwiające uzyskanie zależnych obrotów WOM, wyposażenie narzędziowe na specjalne zamówienie.

## Dane techniczne

### Silnik
- typ: Ursus S-312C, 4-suwowy, wysokoprężny, chłodzony cieczą,
- masa silnika kompletnego – 320 kg
- liczba cylindrów: 2
- pojemność skokowa: 1960 cm³
- Stopień sprężania: 17:1
- moc znamionowa: (22,5 kW) 30 KM – (według DIN) przy 2200 obr./min (32 KM według SAE)

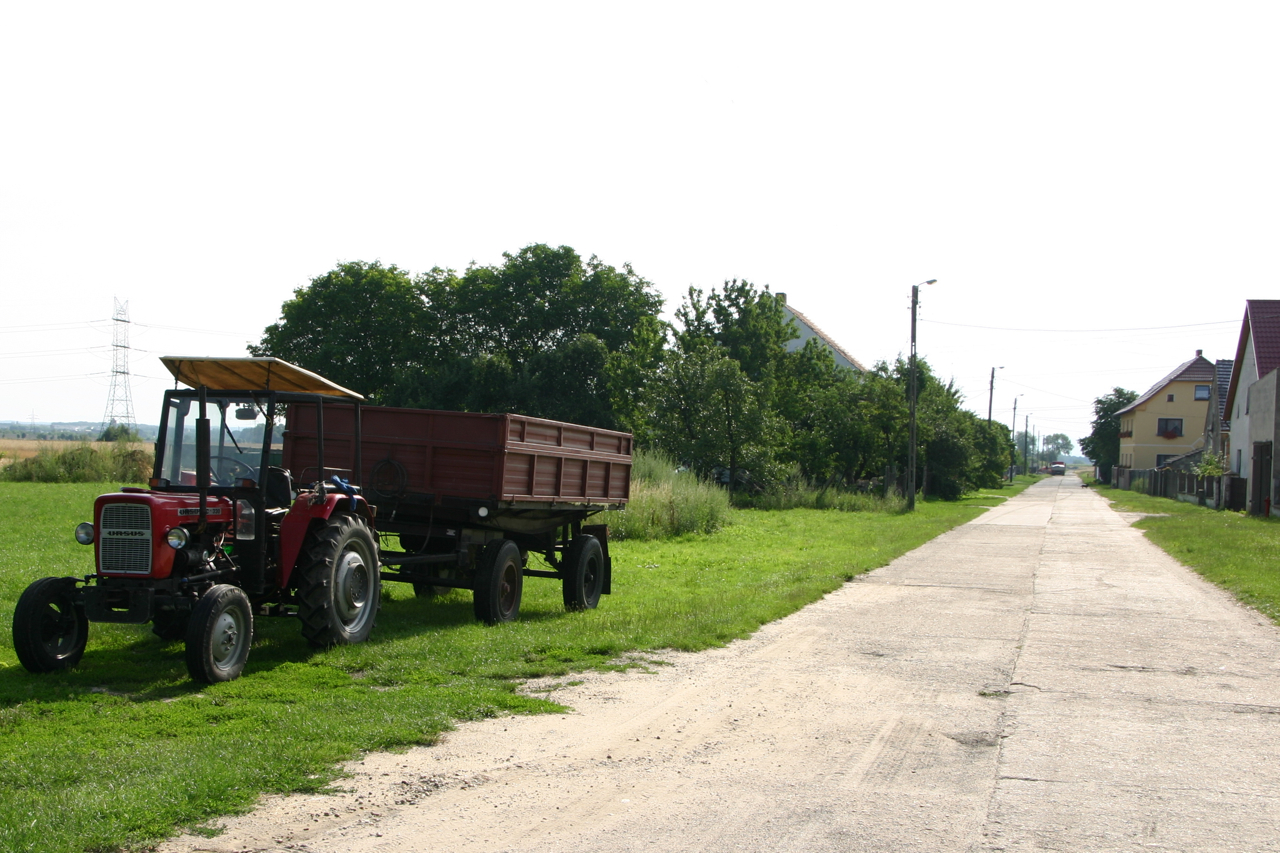
Ursus C-330

- Ursus C-330jednostkowe zużycie paliwa przy mocy znamionowej 241 g/KWh
- moment obrotowy: 100 Nm przy 1600-1800 obr./min
- średnica cylindra/skok tłoka: 102/120 mm
- filtr powietrza: mokry z cyklonem
- sprzęgło: cierne, tarczowe, suche, dwustopniowe
- liczba biegów do jazdy w przód: 6
- liczba biegów wstecznych: 2
- skrzynia biegów: mechaniczna, z kołami zazębionymi na stałe oraz reduktorem, niesynchronizowana
- Przełożenie na poszczególnych biegach:

a) Skrzyni przekładniowej:
1. bieg 3,096
2. bieg 1,597
3. bieg 1,000

b) Reduktora:
1. niskie (I) 4,050
2. wysokie (II) 1,000

- mechanizm różnicowy blokowany mechanicznie
- oś przednia nienapędzana sztywna
- układ kierowniczy dwukrążkowy z przekładnią zębatą
- hamulec mechaniczny, bębnowy, niezależny na oba koła tylne
- prędkość jazdy: 23.5 km/h
- średnie zużycie paliwa: 2,5 l/mth, przy czym 1 mth odpowiada 1 godzinie pracy ciągnika z 1865 obr./min

### Układ zasilania paliwem
- Filtr paliwa dwukomorowy z wkładem filcowo-papierowym
- Pompa wtryskowa tłoczkowa z regulatorem mechanicznym, typ P22T17a-7,5 69 BIRVF
- Pompa zasilająca tłoczkowa, typ V2HFW51A
- Regulator obrotów mechaniczny, zblokowany pompą wtryskową, typ R8V20-120W3E
- Wtryskiwacz z rozpylaczem czopikowym, typ WJ-1S50.8
- Ciśnienie wtrysku 13,2 MPa
- Pojemność zbiornika paliwa: 35 dm³

### Układ smarowania silnika
- Rodzaj smarowania: pod ciśnieniem i z rozbryzgiem
- Pompa oleju zębata
- Filtr odśrodkowy
- Filtr oleju szeregowy, pełnoprzepływowy, typ PP-8.4

### Układ chłodzenia silnika
- Cieczowy, wymuszony pompą wody z chłodnicą, wentylatorem i termostatem
- Chłodnica rurkowo-płytkowa
- Termostat mieszkowy TS-8
- Pojemność układu 7 dm³

### Układ agregowania
- podnośnik hydrauliczny z pompą o wydajności 20 l/min i ciśnieniu nominalnym 11 MPa (max: 13,5 MPa), bez regulacji automatycznej z możliwością dociążania
- liczba szybkozłączy hydrauliki zewnętrznej: 2 lub 4
- TUZ kat II według ISO, udźwig 700 kg, lub 750 kg w wersji C-335
- WOM tylny zależny i niezależny 540 obr./min
- moc z WOM z końcówką typu 1 (540) przy znamionowej prędkości obrotowej silnika: 19,8 KW (27 KM)
- zaczepy: wahliwy, do przyczep jednoosiowych, górny zaczep transportowy

### Instalacja elektryczna

#### C-330
- jednoprzewodowa 12 V
- prądnica P20C (12 V, 150 W)
- regulator napięcia RG-15C (mechaniczny)
- akumulator 6 V 165 Ah, 2 szt.
- bezpieczniki 8 A

#### C-330M
- jednoprzewodowa 12 V
- prądnica P20S (12 V, 150 W)
- regulator napięcia RG-15M (mechaniczny)
- akumulator 6 V 165 Ah, 2 szt.
- bezpieczniki 8 A

### Inne
- masa ciągnika bez obciążenia i kabiny: 1700 kg
- rozkład masy: na oś przednią 635 kg, 1040 kg na oś tylną
- masa ciągnika w kompletacji standardowej z dodatkowymi masami obciążającymi, bez kabiny i bez masy wody w ogumieniu kół: 2250 kg
- rozkład masy: na oś przednią 677 kg, na oś tylną 1224 kg
- maksymalna masa wody w ogumieniu kół tylnych 12,4-28 wynosi 264 kg
- masa ciągnika z obciążnikami i kabiną 2800 kg
- masa ciągnika z obciążnikami, kabiną i kołami tylnymi napełnionymi wodą:3292 kg
- siła uciągu: 16,5 kN
- ogumienie kół przednich 6-16
- ogumienie kół tylnych 12,4-28 (standard) lub 11,2-28 lub 9,5-32 (do upraw międzyrzędowych)
- rozstaw kół przednich: 1350, 1500, 1650 mm
- rozstaw kół tylnych 12,4-28: 1250, 1350, 1400, 1500, 1600, 1700, 1750, 1850 mm